# Pangkalan Batang
Pangkalan Batang is een bestuurslaag in het regentschap Bengkalis van de provincie Riau, Indonesië. Pangkalan Batang telt 3598 inwoners (volkstelling 2010).